# محطة توليد الطاقة بالغاز

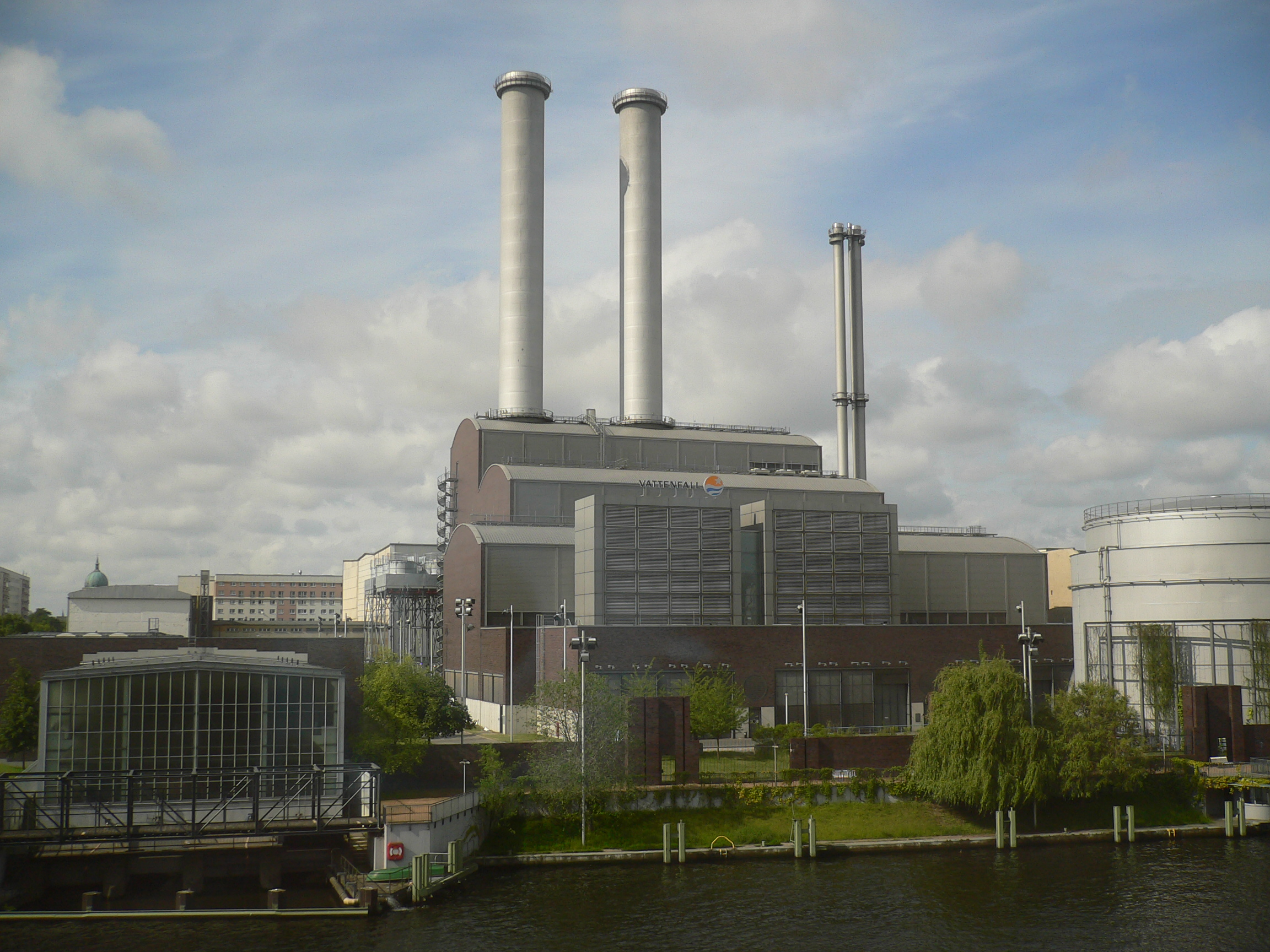
محطة توليد الطاقة المشتركة في برلين

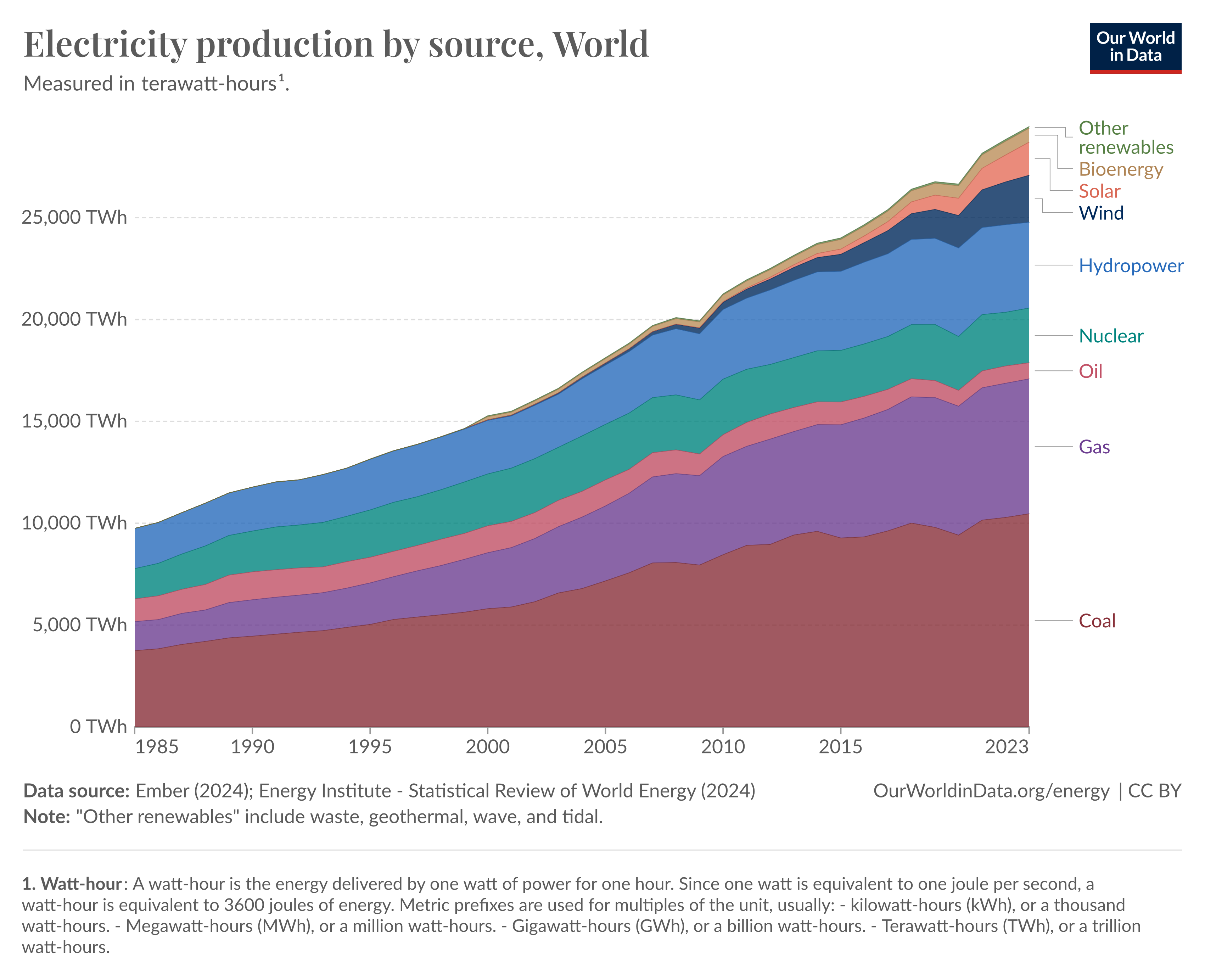
الغاز يُولِّد أكثر من عشرين بالمئة من كهرباء العالم.

نسبة إنتاج الكهرباء من الغاز

محطة توليد الطاقة بالغاز، والتي يشار إليها أحيانًا باسم محطة الطاقة التي تعمل بالغاز، أو محطة الطاقة التي تعمل بالغاز الطبيعي، أو محطة الطاقة التي تعمل بغاز الميثان، هي منشأة حرارية تُستخدم فيها طاقة احتراق الغاز الطبيعي لتوليد الكهرباء. تعمل هذه المحطات على حرق الغاز داخل مراجل متخصصة، فتتحول طاقته الكيميائية إلى حرارة هادرة تُدار بها التوربينات، فتولد الكهرباء كما يجري السيل. وتُعدُّ هذه المحطات من أهم مصادر الكهرباء في العالم، إذ تُسهم بما يزيد على خمس الإنتاج العالمي، محققة بذلك حضورًا قويًا في منظومة الطاقة العالمية. غير أنَّ لهذه المحطات جانبًا مثيرًا للتساؤل؛ إذ إنها، مع ما تُنتجه من طاقة، تُطلق إلى الغلاف الجوي انبعاثات دفيئة تُثقل كاهل الأرض وتزيد من حرارة المناخ وهي مصدر رئيسي لانبعاثات الغازات المسببة للاحتباس الحراري.  مما جعلها محطَّ أنظار الباحثين وصنَّاع القرار. ومع ذلك، تُعتبر هذه المحطات حلًا عمليًا لتوفير طاقة يمكن الاعتماد عليها في أوقات نقص إنتاج الطاقة المتجددة، خاصةً في غياب المصادر الكهرومائية أو شبكات الربط الكهربائي. وفي مطلع العقد الثالث من القرن الحادي والعشرين، ظهرت البطاريات الحديثة كمنافس قوي لمحطات الغاز ذات الاستجابة السريعة، إذ استطاعت تخزين الطاقة بكفاءة عالية، لتُقدم بديلاً أكثر نظافة واستدامة في مواكبة الطلب المتزايد على الكهرباء، مما يعكس تطورًا تقنيًا يُعيد رسم ملامح مشهد الطاقة العالمي.

## المفاهيم الأساسية: تحويل الحرارة إلى طاقة ميكانيكية ثم إلى طاقة كهربائية
محطة توليد الطاقة بالغاز هي نوع من من محطات الطاقة العاملة بالوقود الأحفوري حيث تتحول الطاقة الكيميائية المختزنة في الغاز الطبيعي، - الذي يتكون أساسًا من الميثان -، حيث تتحول الطاقة الكيميائية المختزنة في الغاز الطبيعي تدريجيًا إلى طاقة حرارية، ثم إلى طاقة ميكانيكية، وأخيرًا إلى طاقة كهربائية. يُحرق الغاز الطبيعي داخل غرفة الاحتراق، فتنبعث حرارة شديدة تُحرك التوربينات، التي بدورها تُدير المولدات الكهربائية لتنتج الكهرباء. وعلى الرغم من أن عملية تحويل الطاقة الحرارية إلى طاقة مفيدة لا يمكن أن تتجاوز الحد الأقصى الذي يحدده دورة كارنو، إلا أن الفائض من الحرارة - أي الفرق بين الطاقة الكيميائية المستهلكة والعمل المفيد الناتج - لا يذهب سدى. بل يُستفاد منه في محطات التوليد المشترك، حيث يُستخدم لتدفئة المباني، أو لتوفير المياه الساخنة، أو لتسخين المواد على نطاق صناعي.
وهكذا، تُظهر هذه المحطات براعة الهندسة في استغلال الموارد المتاحة بفعالية، لتلبية احتياجات الإنسان من الطاقة حرصا على تحقيق أقصى قدر من الكفاءة والإستهلاك المتكامل للموارد.

## أنواع المحطات

### التوربين الغازي

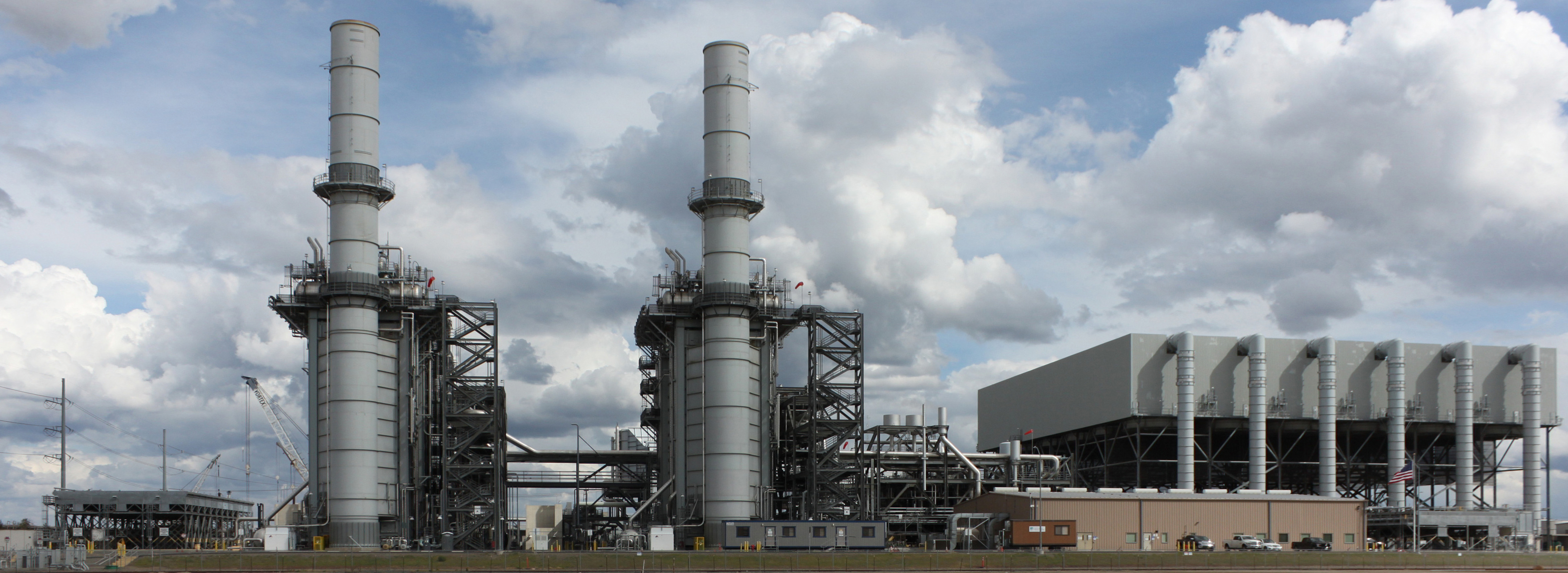
من أمثلة هذه المحطات محطة جيت واي لتوليد الطاقة في ولاية كاليفورنيا، وهي محطة تعمل بتقنية الدورة المركبة لحرق الغاز الطبيعي. تعتمد المحطة على توربينين من طراز GE 7F.04 للاحتراق، ما يُظهر كفاءة تشغيلية عالية في توليد الكهرباء.

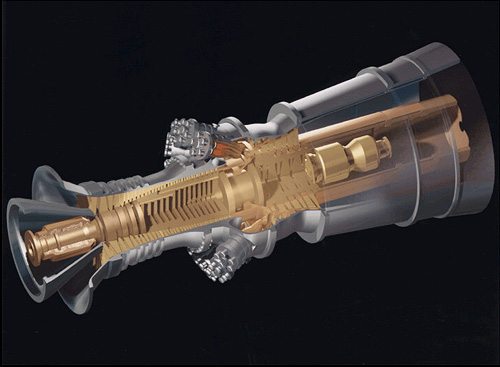
في مجال التقدم التقني، فقد أثبتت توربينات الغاز من سلسلة GE H تفوقًا لافتًا. فعند تشغيلها بتكوين الدورة المركبة، تُحقق كفاءة ديناميكية حرارية تُعد من الأعلى عالميًا، حيث بلغت 62.22%.

إنَّ التوربينات الغازية الصناعية تختلف عن نظيراتها في تصميم الطائرات، إذ تتميز بثقل هيكلها وصلابة مكوناتها من إطارات ومحامل وريش دوران. وقد صُمِّمت لتكون أكثر اندماجًا مع الأجهزة التي تُشغلها، كالمولدات الكهربائية، ومع المعدات الثانوية التي تسترجع الطاقة المتبقية، وأغلبها حرارة. تتراوح هذه التوربينات بين محطات صغيرة متنقلة وأخرى ضخمة معقدة تزيد أوزانها عن مئة طن وتُقام في مبانٍ مخصصة.
وعند تشغيل التوربين الغازي لتوليد الطاقة الميكانيكية فقط، تبلغ كفاءته الحرارية حوالي 30%. ومع ذلك، فإن تكلفة شراء الكهرباء قد تكون أقل من إنتاجها في بعض الأحيان. ولهذا السبب، تُستخدم العديد من المحركات في أنظمة التوليد المشترك للطاقة والحرارة (CHP)، والتي قد تكون صغيرة بما يكفي لتُدمج في حاويات متنقلة.
تصل التوربينات الغازية إلى كفاءة عالية عندما تُسترجع الحرارة المهدرة باستخدام مولد بخاري لاستعادة الحرارة (HRSG) لتشغيل توربين بخاري تقليدي ضمن تكوين الدورة المركبة وقد سجلت توربينة General Electric 9HA قدرة بلغت 605 ميغاواط وكفاءة حرارية بلغت 62.22% مع درجات حرارة وصلت إلى 1,540 درجة مئوية. وبحلول عام 2018، قدمت شركة GE توربينًا بقدرة 826 ميغاواط وبكفاءة تجاوزت 64% بفضل تقدم التصنيع الإضافي واختراقات جديدة في تكنولوجيا الاحتراق، مع تطلعها للوصول إلى 65% في أوائل العقد الثالث من القرن الحادي والعشرين.
وتتميز التوربينات المشتقة من الطيران أيضًا بإمكانية تشغيلها ضمن دورات مركبة لتحقيق كفاءة أعلى، لكنها تبقى دون مستوى الكفاءة التي تحققها التوربينات الصناعية المصممة خصيصًا لهذا الغرض. كما يُمكن تشغيلها في وضع التوليد المشترك، حيث يُستخدم العادم لتدفئة المياه أو لتشغيل مبرد امتصاصي يبرد الهواء الداخل للتوربين ويزيد من إنتاج الطاقة، فيما يُعرف بتكنولوجيا تبريد هواء المدخل للتوربين.
وتتجلى ميزة أخرى بارزة لهذه التوربينات في قدرتها على التشغيل والإيقاف خلال دقائق معدودة، مما يجعلها حلاً مثاليًا لتلبية الطلب المفاجئ أو المتزايد على الكهرباء. وعلى الرغم من أن محطات الدورة البسيطة (التوربين الغازي فقط) أقل كفاءة من محطات الدورة المركبة، إلا أنها تُستخدم عادةً كـ"محطات طاقة ذروة" تعمل لساعات قليلة يوميًا أو بضع عشرات الساعات سنويًا حسب الطلب على الكهرباء وسعة التوليد في المنطقة. أما في المناطق التي تعاني نقصًا في محطات الأساس أو محطات التحميل، أو حيث تكون تكاليف الوقود منخفضة، فقد تعمل محطات التوربين الغازي معظم ساعات اليوم.
وتنتج التوربينات الغازية ذات الدورة البسيطة الكبيرة عادةً بين 100 إلى 400 ميغاواط من الكهرباء، مع كفاءة ديناميكية حرارية تتراوح بين 35% و40%.

#### التوربين الغازي ذو الدورة البسيطة
إنَّ التوربين الغازي ذو الدورة البسيطة، المعروف أيضًا باسم التوربين الغازي ذو الدورة المفتوحة (OCGT)، يُجسد بساطة التصميم في عالم توليد الطاقة. في قلبه، تدفع الغازات الحارة التوربين دورانًا، فتولد الكهرباء، بقدرتها إلى الأسلاك والمصابيح.
هذا النوع من المحطات، مع يسر بنائه ورخص تكلفته، يُعدُّ رفيقًا للحاجة العاجلة، حيث يستجيب بسرعة فائقة للطلب الطارئ على الطاقة. ولكنه، وإن كان سريع النهوض، يعاني من قلة كفاءته، فلا يُشغل إلا لساعات معدودة في اليوم، ليغدو حلًّا مؤقتًا في أوقات ذروة الاستهلاك.
فهذا التوربين، مع بساطته وقدرته على الاستجابة السريعة فهو صنع لتلبية حاجات البشر للطاقة في لحظات الضرورة، وإن بقي محدود الأداء في مضمار الكفاءة مقارنةً بأقرانه ذوي الدورات المركبة. 

#### التوربين الغازي ذو الدورة المركبة

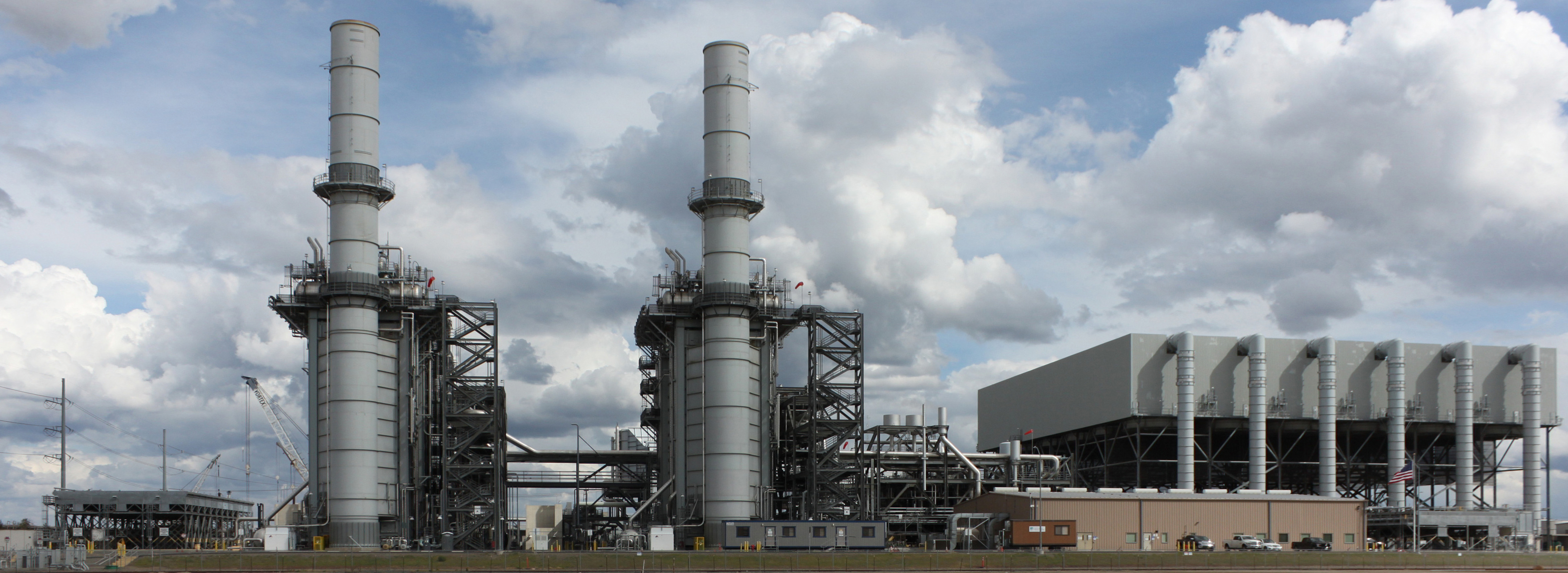
محطة جيت واي توليد الطاقة، وهي محطة طاقة تعمل بالغاز بنظام الدورة المركبة في كاليفورنيا.

إنَّ التوربين الغازي ذو الدورة المركبة، المعروف باسم CCGT، يُمثل تجسيدًا متقدمًا لحكمة الهندسة في استغلال الموارد. يجمع هذا النوع من المحطات بين توربين الغاز العامل بدورة برايتون، ومولد بخاري لاستعادة الحرارة، وتوربين بخاري يعتمد على دورة رانكين.
وأكثر التكوينات شيوعًا لهذه المحطات يتألف من توربينين غازيين يدعمان توربينًا بخاريًا واحدًا، لتجتمع القوى في تناغم. ومع أن تكلفة هذه المحطات تفوق تكلفة محطات الدورة البسيطة، إلا أن مكافأتها تتجلى في تحقيق كفاءة تصل إلى 55%، مع زمن استجابة لا يتعدى نصف ساعة.

### محرك الاحتراق الداخلي الترددي
أما محركات الاحتراق الداخلي الترددية، فهي صغيرة الحجم مقارنة بالتوربينات الغازية، إذ لا تتجاوز طاقتها 20 ميغاواط، لكنها تُظهر براعةً في أداء المهام الطارئة. تُستخدم هذه المحركات غالبًا لتوفير الطاقة في حالات الطوارئ، أو لتحقيق التوازن مع مصادر الطاقة المتجددة المتغيرة، مثل الرياح والطاقة الشمسية.
تشبه هذه المحركات السفن الصغيرة التي تسير بخفة لتسد الثغرات، وتكمل مسيرة الطاقة حيث تتعثر الوسائل الأكبر. ومع محدودية قدرتها، فإنها تسهم في استدامة الطاقة وحماية النظام الكهربائي من التقلبات، مما يجعلها عنصرًا حيويًا في مشهد الطاقة الحديث.

## انبعاثات الغازات المسببة للاحتباس الحراري
تنتج محطات الطاقة العاملة بالغاز ذات الكفاءة النسبية - مثل تلك التي تعتمد على توربينات الغاز ذات الدورة المركبة - حوالي 450 غرام (16 أونصة) الكربون. من CO2 لكل كيلووات ساعة من الكهرباء المولدة. وهذا يمثل حوالي نصف ما تنتجه محطات الطاقة التي تعمل بالفحم، ولكنه أكثر بكثير من محطات الطاقة النووية والطاقة المتجددة. ومع ذلك، فإن التوربينات ذات الدورة البسيطة الأكثر مرونة لديها كثافة انبعاثات أعلى بشكل ملحوظ، وغالبًا ما تصل إلى 670 غرام (24 أونصة) من ثاني أكسيد الكربون لكل كيلوواط/ساعة، ويمكن أن يكون لبعض توربينات الغاز القديمة كثافة انبعاثات قابلة للمقارنة حتى مع محطات الطاقة التي تعمل بالفحم الأكثر كثافة في الانبعاثات.
ومع ذلك، فإن الانبعاثات الكاملة لدورة حياة محطات الطاقة التي تعمل بالغاز تزداد بسبب انبعاثات الميثان من تسربات الغاز المرتبطة بأنابيب إنتاج وتوزيع الغاز وكذلك من التهوية الكبيرة لثاني أكسيد الكربون الناتج عن معالجة غاز الأمين إذا تم استخدام التقاط الكربون وتخزينه.

### احتجاز الكربون
يوجد عدد قليل جدًا من محطات الطاقة التي تستخدم تقنية التقاط الكربون وتخزينه.

### هيدروجين
يمكن تعديل محطات الطاقة التي تعمل بالغاز لتعمل بالهيدروجين، ووفقًا لشركة جنرال إلكتريك فإن الخيار الأكثر جدوى اقتصاديًا من التقاط الكربون وتخزينه هو استخدام المزيد والمزيد من الهيدروجين في وقود توربينات الغاز. يمكن في البداية إنشاء الهيدروجين من الغاز الطبيعي من خلال عملية الإصلاح بالبخار، أو عن طريق التسخين لترسيب الكربون، كخطوة نحو اقتصاد الهيدروجين، وبالتالي تقليل انبعاثات الكربون في النهاية. ومع ذلك، يعتقد آخرون أن الهيدروجين منخفض الكربون (مثل الهيدروجين الطبيعي ) يجب استخدامه في أشياء يصعب إزالة الكربون منها، مثل صناعة الأسمدة، لذلك قد لا يكون هناك ما يكفي لتوليد الكهرباء.

## الاقتصاد

### محطات جديدة
في بعض الأحيان، قد يكون إنشاء محطة تخزين طاقة جديدة للبطاريات مع الطاقة الشمسية أو طاقة الرياح أرخص على المدى الطويل من بناء محطة غاز جديدة، حيث تخاطر محطة الغاز بأن تصبح أصلًا معطلاً.

### واقع المحطات في ظل تطورات الطاقة المتجددة
بحلول عام 2019، بدأت بعض محطات توليد الطاقة بالغاز بالتقاعد، حيث لم تعد قادرة على التكيف مع متطلبات التشغيل السريع والإيقاف الفوري، تلك الميزة التي أصبحت ضرورية في زمن يتسم بتقلب الطلب على الطاقة.
ورغم الانخفاض المستمر في تكلفة مصادر الطاقة المتجددة المتغيرة، فإن غالبية محطات الطاقة العاملة بالغاز تظل مربحة، خاصةً في الدول التي لا تفرض تسعيرة على الكربون. يعود ذلك إلى قدرة هذه المحطات على توليد الطاقة حسب الطلب، بالإضافة إلى انخفاض أسعار الغاز الصخري والغاز الطبيعي المسال منذ إنشائها.
وفي المناطق التي تُفرض فيها تسعيرات على انبعاثات الكربون، مثل الاتحاد الأوروبي، تبقى المحطات العاملة بالغاز قادرة على الصمود اقتصاديًا. ويرجع ذلك جزئيًا إلى القيود المتزايدة المفروضة على محطات الفحم بسبب تلوثها العالي، مما يجعل محطات الغاز خيارًا أنظف وأكثر قبولًا، وإن ظلَّت جزءًا من معادلة الطاقة المعقدة التي تواجه العالم في سبيل تحقيق التوازن بين الكفاءة البيئية والجدوى الاقتصادية.

## سياسة
حتى عند استبدال طاقة الفحم، فإن قرار بناء محطة جديدة قد يكون مثيرا للجدل.

## روابط خارجية
- متتبع محطات الغاز العالمية بواسطة Global Energy Monitor